# Cortiçô da Serra
Cortiçô da Serra era una freguesia portuguesa del municipio de Celorico da Beira, distrito de Guarda.

## Historia
Fue suprimida el 28 de enero de 2013, en aplicación de una resolución de la Asamblea de la República portuguesa promulgada el 16 de enero de 2013 al unirse con las freguesias de Salgueirais y Vide Entre Vinhas, formando la nueva freguesia de Cortiçô da Serra, Vide Entre Vinhas e Salgueirais.